# پاوزا-موهلتروف
پاوزا-موهلتروف (به آلمانی: Pausa-Mühltroff) یک شهر در آلمان است که در فوگتلاندکرایس واقع شده‌است.